# Убийство Генриха IV

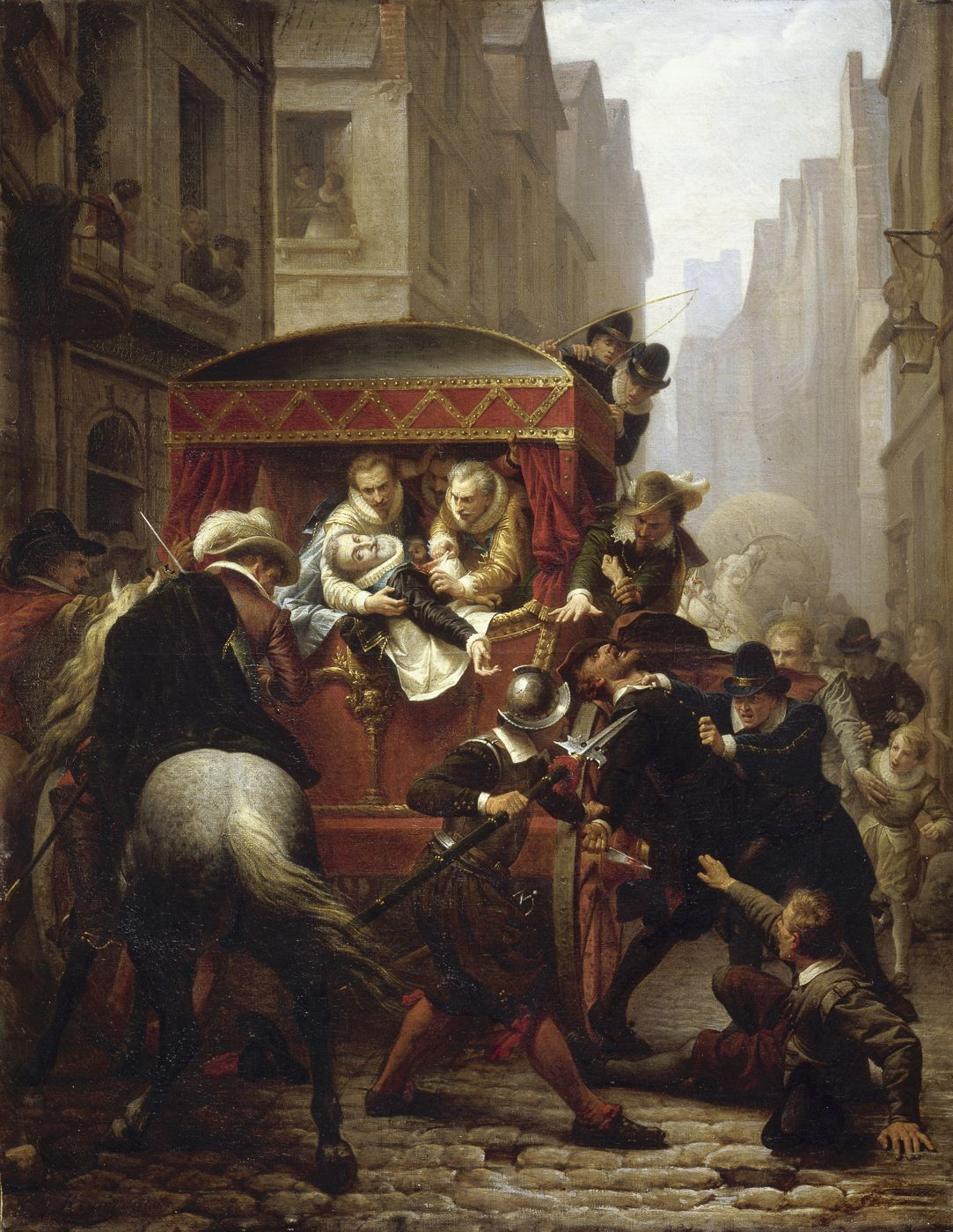
Шарль-Густав Узе. Убийство Генриха IV и арест Равайяка 14 мая 1610 года (картина 1860 года). Замок По (музей-замок Генриха IV).

Убийство Генриха IV, короля Франции из династии Бурбонов, произошло 14 мая 1610 года в Париже. Король ехал в карете по улице Рю-де-ля-Ферронри, когда католический фанатик Франсуа Равальяк вскочил на подножку и нанёс ему три удара кинжалом. Равальяка тут же схватили, король умер на пути в Лувр. Убийцу после пыток подвергли казни через четвертование. Перед смертью он не выдал своих гипотетических сообщников, и распространено мнение, что Равальяк был убийцей-одиночкой, которым двигал религиозный фанатизм: Генрих IV был в прошлом гугенотом и принял католичество, чтобы занять французский престол, он проводил политику веротерпимости и собирался начать войну против империи. С самого начала возникали версии о причастности к убийству испанской короны, папства, жены Генриха IV Марии Медичи.

## Предыстория
Генрих IV де Бурбон принадлежал к младшей ветви французской королевской династии. От матери он унаследовал обширные владения на юго-западе страны и корону Наварры, а права на французский престол получил благодаря тому, что все четверо сыновей Генриха II умерли один за другим бездетными. Последний из них, король Генрих III, был убит монахом-фанатиком Жаком Клеманом в 1589 году. На тот момент Франция была охвачена противостоянием между католиками и гугенотами (протестантами), которое на протяжении 30 лет периодически перерастало в гражданскую войну. Гугенотов возглавлял Генрих Бурбон, воспитанный в их вере. Католики создали свою организацию, Католическую лигу во главе с братьями Гизами, получавшую помощь от Испании. Поскольку это создавало угрозу в том числе и для короны, Генрих III пытался опереться на партию «политиков», которые выступали за религиозный нейтралитет и гражданское умиротворение, и совместно с Генрихом Наваррским боролся против Гизов.
Провозгласив себя королём Франции, Генрих IV возглавил гугенотов и «политиков». Он разбил армию Лиги в ряде сражений, но без прочной опоры на католическое большинство не мог рассчитывать на полную победу в войне. Поэтому король перешёл в католичество, не скрывая прагматические обоснования своего шага. После этого Париж открыл перед ним ворота, вельможи-католики, контролировавшие отдельные провинции, один за другим перешли на его сторону. Генрих принимал всех перебежчиков, предоставляя им должности и пенсии; в результате в его окружении оказались многие люди, прежде считавшиеся его ярыми врагами.
К 1598 году король установил контроль над всей страной, положил конец гражданской войне и заключил мир с Испанией. Он издал Нантский эдикт, устанавливавший правила сосуществования во Франции двух религий. О полной веротерпимости не могло быть и речи, но гугеноты получили ряд важных привилегий, так что эдиктом остались недовольны представители обоих религиозных лагерей. К тому же многие протестанты видели в Генрихе IV вероотступника, а многие католики сомневались в искренности его обращения. В последующие годы недовольство католиков усиливалось из-за перспективы вмешательства Франции в германские религиозные распри на стороне протестантов. Как раз на лето 1610 года был запланирован поход на Рейн, на помощь Евангелической унии.
Оппозиционная группировка возникла даже в королевской семье. Жена Генриха IV Мария Медичи к 1610 году имела заметное влияние на государственные дела, её приближённый Кончино Кончини превращался в независимую и сильную политическую фигуру.

## 14 мая 1610 года
Генрих IV приехал в Париж вечером 13 мая 1610 года. Перед этим он присутствовал при коронации своей жены в Сен-Дени. На 16 мая был запланирован торжественный въезд королевы в столицу, а сразу по завершении празднеств король собирался уехать к армии и двинуться на Юлих. Утром 14 мая он прослушал мессу в монастыре фельянов, затем встретился в кабинете со своим внебрачным сыном Сезаром де Вандомом. По словам Пьера Л’Этуаля, Вандом рассказал отцу о тревожном предсказании астролога Ла Бросса на этот день, но король не воспринял предупреждение всерьёз. «Наши дни сочтены Господом», — сказал он. Вандом пошёл к королеве, та, услышав его рассказ, начала умолять мужа не покидать Лувр до конца дня и получила такой же ответ.
После обеда Генрих IV дважды ложился спать, но не мог уснуть. Тогда он решил съездить в арсенал, чтобы встретиться с Сюлли. Капитан королевской гвардии Витри хотел сопровождать монарха, но тот не взял с собой ни его, ни других гвардейцев. Король поехал в карете в сопровождении нескольких дворян и слуг. Внутри кареты с ним сидели Ногаре де Ла Валетт, герцог д’Эпернон (рядом), Эркюль де Роган, герцог де Монбазон, и Жан де Бомануар, герцог де Лаварден (напротив), а также Роклор, Лианкур, Мирбо. Поскольку была хорошая погода, а король хотел видеть, как парижане готовятся встречать королеву, занавеси на окнах были отдёрнуты.
На улице Рю-де-ля-Ферронри карета попала в пробку, образовавшуюся из-за воза с сеном и телеги с вином. Большая часть провожатых короля перед этим пошла другим путём, чтобы встретить короля в конце улицы, и рядом с каретой остались только двое. Один из них ушёл вперёд, пытаясь расчистить дорогу, другой надолго отвлёкся, приводя в порядок подвязку на ноге. Внутри кареты в это время д’Эпернон вслух читал королю письмо. Когда телеги сдвинулись с места, карета поехала вперёд, правые колёса (со стороны д’Эпернона) попали в сточную канаву, и карета немного накренилась. В этот самый момент на левое колесо вскочил мужчина и через окно ударил Генриха IV кинжалом в грудь. Удар прошёл по касательной вдоль рёбер. Король вскрикнул: «Я ранен!» Нападающий ударил его во второй раз; вскрытие, произведённое на следующий день, показало, что на этот раз кинжал вошёл между пятым и шестым рёбрами, прошёл через лёгкое и перерезал артерию, из-за чего кровь мгновенно наполнила грудину и пошла горлом. Этот удар стал для короля смертельным.
Убийца нанёс ещё и третий удар, ранив в руку Монбазона. Всё произошло очень быстро, и люди, находившиеся в карете, не успели понять, что происходит, так что нападавший легко мог скрыться. Однако он остался на месте с кинжалом в руке. Его тут же схватили; д’Эпернон успел крикнуть, что преступника нужно брать только живым. После этого д’Эпернон укрыл своим плащом короля, чья голова лежала у него на коленях, объявил всем, что Генрих легко ранен, и приказал ехать обратно в Лувр. Когда короля внесли во дворец, он уже был мёртв.
|                                                                        |                     |
| Мраморная доска на месте убийства Генриха IV на рю де Феронри в Париже | Убийство Генриха IV |

## После убийства
Даже под пытками Равальяк не выдал сообщников. Был приговорён к публичным пыткам и последующему четвертованию. Его четвертовали с помощью лошадей на Гревской площади, но толпа не дала завершить казнь, разорвав тело Равальяка на части.
После казни Равальяка его родителей изгнали из страны, а всем прочим родственникам велели сменить фамилию. Имя Равальяка стало нарицательным для цареубийцы.

## Версии
Одни историки видят в нём фанатика-одиночку, возможно, душевнобольного, другие — агента папства или какой-либо европейской державы.